# Basilika Unserer Lieben Frau als Schutzpatronin

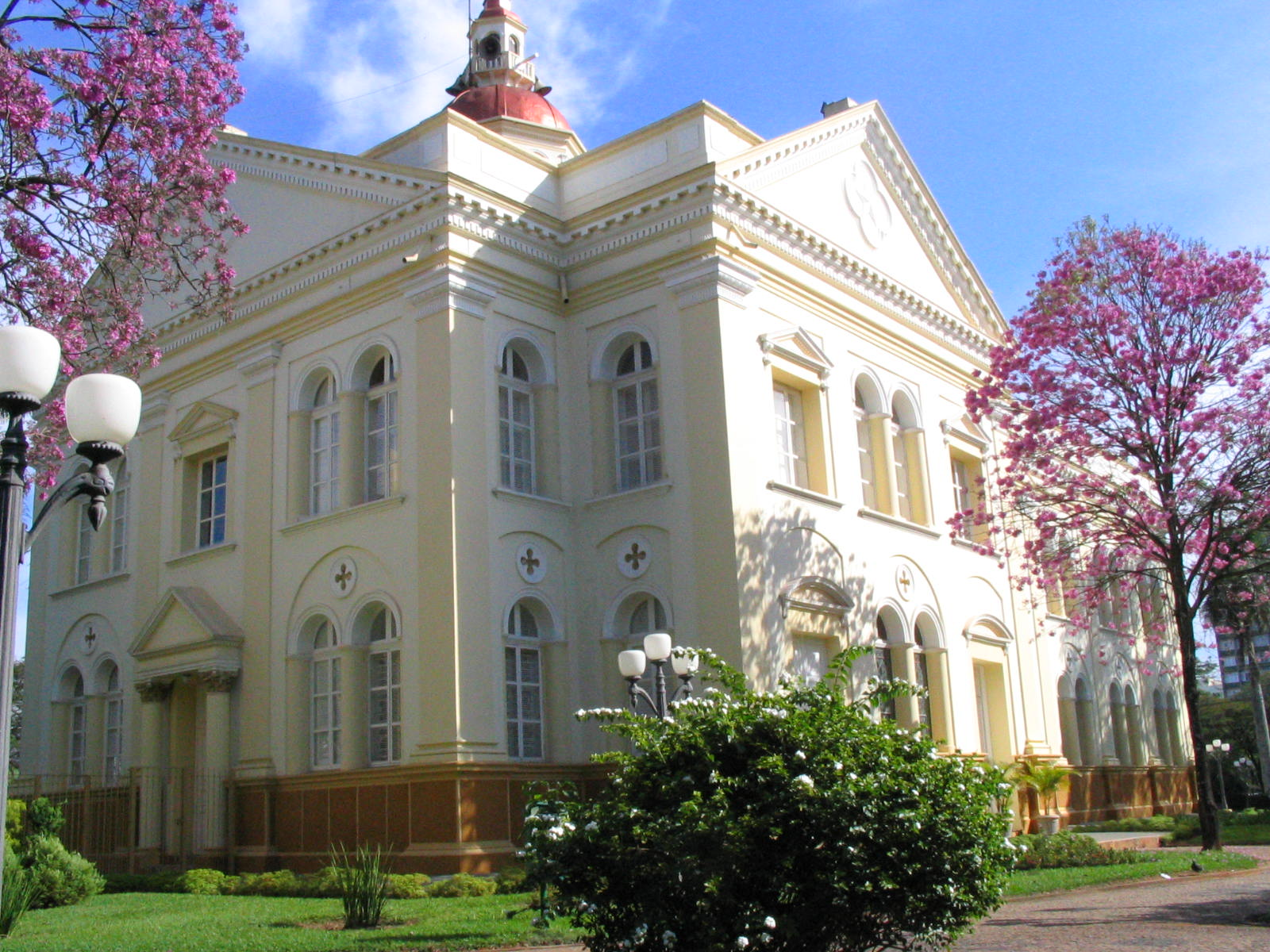
Basilika Unserer Lieben Frau als Schutzpatronin

Die Basilika Unserer Lieben Frau als Schutzpatronin (portugiesisch Basilica Nossa Senhora do Patrocínio) ist eine römisch-katholische Pfarrkirche in Araras im brasilianischen Bundesstaat São Paulo. Die Liebfrauenkirche des Bistums Limeira mit dem Titel einer Basilica minor wurde in den 1880er Jahren als Nachbildung der klassizistischen Lateranbasilika in Rom errichtet.

## Geschichte

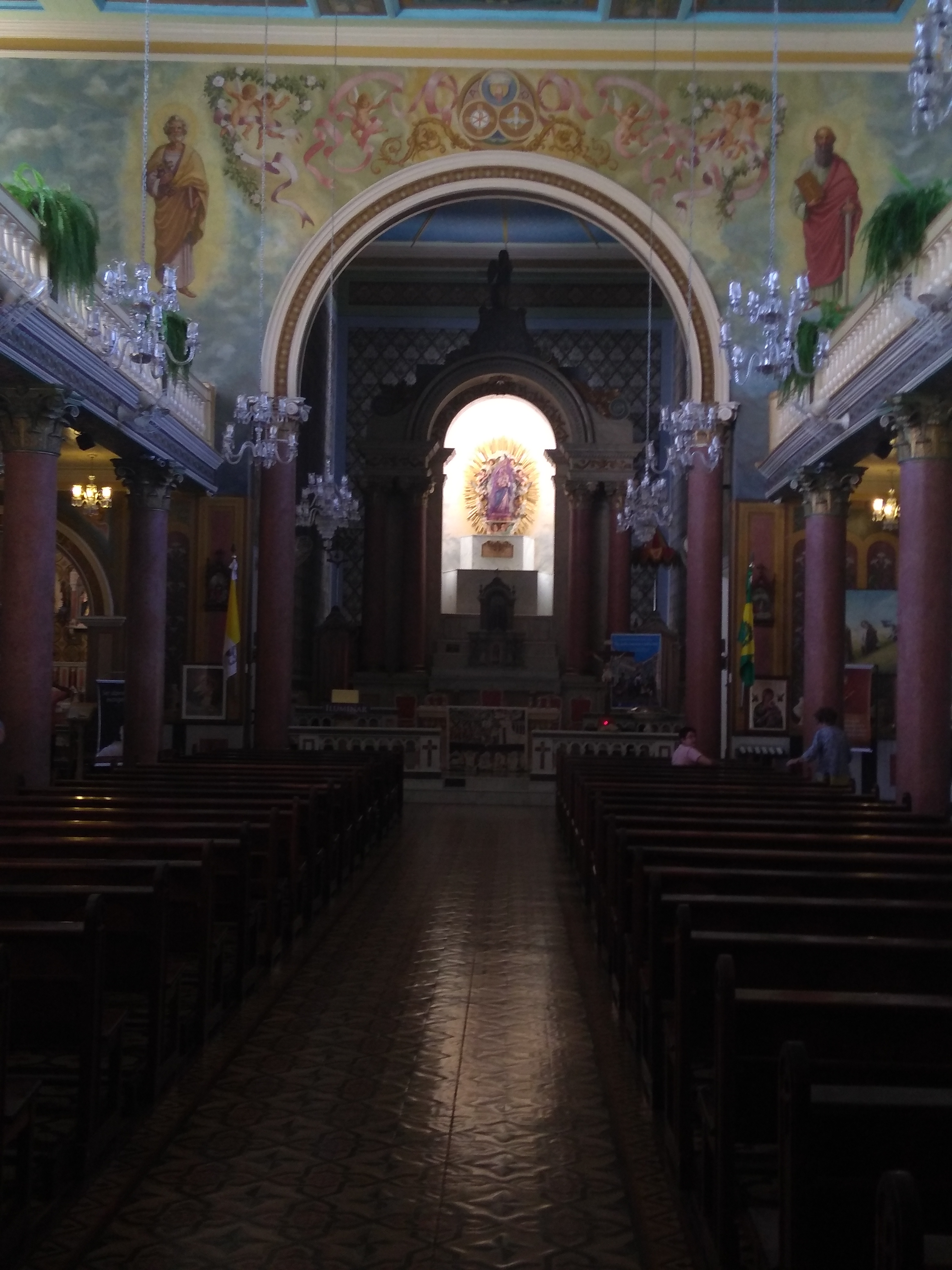
Innenraum

Die Verehrung Marias als Schutzpatronin begann mit der Familie des Barons Bento Lacerda Guimarães im Jahr 1862, als die Kapelle Nossa Senhora das Araras – wie sie zunächst genannt wurde – errichtet wurde. Im März 1865 stiftete die Familie ein Grundstück, das für den Bau der Kirche verwendet wurde. 1879 ging das Patrozinium der Kirche auf die Stadt über und Nossa Senhora do Patrocínio de Araras wurde Stadtpatronin. Die Grundsteinlegung fand am 15. August desselben Jahres statt und der Bau wurde am 27. Januar 1881 abgeschlossen. Der architektonische Stil ist klassizistisch, wurde von dem Architekten Tristão Franklin de Alencar entworfen und stellt eine Nachbildung der Lateranbasilika in Rom dar.
Am 15. August 2010 erhob Papst Benedikt XVI. Nossa Senhora do Patrocínio de Araras in den Rang einer Basilika. Sie beherbergt in ihrem Inneren ein Museum und einen Laden für religiöse Artikel.